# Regierung Eyschen

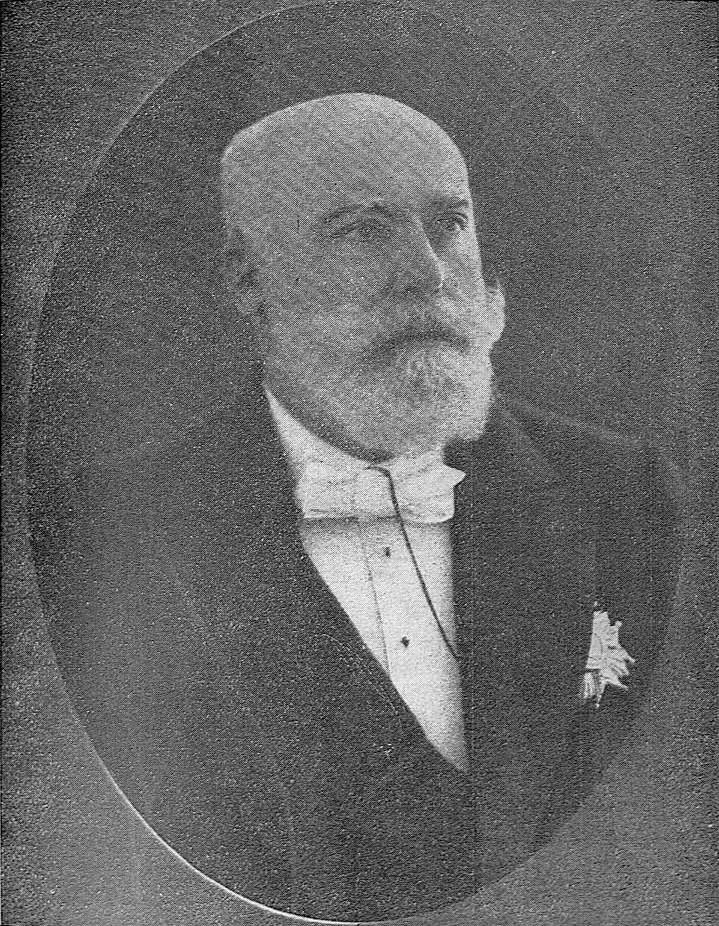
Paul Eyschen war zwischen 1888 und 1915 Premierminister von Luxemburg.

Die Regierung Eyschen war eine Regierung im Großherzogtum Luxemburg, die von Premierminister Paul Eyschen am 22. September 1888 gebildet wurde und 27 Jahre lang bestand. Die Regierung Eyschen löste die Regierung Thilges ab und wurde im Laufe der Zeit mehrmals umgebildet und wurde am 12. Oktober 1915 von der Regierung Mongenast abgelöst, nachdem Premierminister Eyschen verstorben war. Der Premierminister war Staatsminister (Ministre d’État) und Präsident der Regierung (Président du gouvernement). Die Minister trugen die Amtsbezeichnung Generaldirektor (Directeur général), wobei der Premierminister als Directeur général des Affaires étrangères zugleich Außenminister war. Nach Tode von Premierminister Eyschen fungierte der langjährige Finanzminister Mathias Mongenast zwischen dem 12. Oktober und dem Amtsantritt von Premierminister Hubert Loutsch am 6. November 1915 als kommissarischer Premierminister.

## Kabinettsmitglieder
Der Regierung Eyschen gehörten folgende Kabinettsmitglieder an:

### Erste Regierung Eyschen (22. September 1888 bis 26. Oktober 1892)
| Amt                             | Amtsinhaber       | Beginn der Amtszeit | Ende der Amtszeit |
| ------------------------------- | ----------------- | ------------------- | ----------------- |
| Staatsminister, Premierminister | Paul Eyschen      | 22. September 1888  | 26. Oktober 1892  |
| Auswärtige Angelegenheiten      | Paul Eyschen      | 22. September 1888  | 26. Oktober 1892  |
| Inneres                         | Henri Kirpach     | 22. September 1888  | 26. Oktober 1892  |
| Finanzen                        | Mathias Mongenast | 22. September 1888  | 26. Oktober 1892  |
| Öffentliche Arbeiten            | Victor Thorn      | 22. September 1888  | 26. Oktober 1892  |

### Zweite Regierung Eyschen (26. Oktober 1892 bis 23. Juni 1896)
| Amt                             | Amtsinhaber       | Beginn der Amtszeit | Ende der Amtszeit |
| ------------------------------- | ----------------- | ------------------- | ----------------- |
| Staatsminister, Premierminister | Paul Eyschen      | 26. Oktober 1892    | 23. Juni 1896     |
| Auswärtige Angelegenheiten      | Paul Eyschen      | 26. Oktober 1892    | 23. Juni 1896     |
| Inneres                         | Henri Kirpach     | 26. Oktober 1892    | 23. Juni 1896     |
| Finanzen                        | Mathias Mongenast | 26. Oktober 1892    | 23. Juni 1896     |
| Öffentliche Arbeiten            | Paul Eyschen      | 26. Oktober 1892    | 23. Juni 1896     |

### Dritte Regierung Eyschen (23. Juni 1896 bis 25. Oktober 1905)
| Amt                             | Amtsinhaber       | Beginn der Amtszeit | Ende der Amtszeit |
| ------------------------------- | ----------------- | ------------------- | ----------------- |
| Staatsminister, Premierminister | Paul Eyschen      | 23. Juni 1896       | 25. Oktober 1905  |
| Auswärtige Angelegenheiten      | Paul Eyschen      | 23. Juni 1896       | 25. Oktober 1905  |
| Inneres                         | Henri Kirpach     | 23. Juni 1896       | 25. Oktober 1905  |
| Finanzen                        | Mathias Mongenast | 23. Juni 1896       | 25. Oktober 1905  |
| Öffentliche Arbeiten            | Charles Rischard  | 23. Juni 1896       | 25. Oktober 1905  |

### Vierte Regierung Eyschen (25. Oktober 1905 bis 9. Januar 1910)
| Amt                             | Amtsinhaber       | Beginn der Amtszeit | Ende der Amtszeit |
| ------------------------------- | ----------------- | ------------------- | ----------------- |
| Staatsminister, Premierminister | Paul Eyschen      | 25. Oktober 1905    | 9. Januar 1910    |
| Auswärtige Angelegenheiten      | Paul Eyschen      | 25. Oktober 1905    | 9. Januar 1910    |
| Inneres                         | Henri Kirpach     | 25. Oktober 1905    | 9. Januar 1910    |
| Finanzen                        | Mathias Mongenast | 25. Oktober 1905    | 9. Januar 1910    |
| Öffentliche Arbeiten            | Charles de Waha   | 25. Oktober 1905    | 9. Januar 1910    |

### Fünfte Regierung Eyschen (9. Januar 1910 bis 3. März 1915)
| Amt                             | Amtsinhaber       | Beginn der Amtszeit | Ende der Amtszeit |
| ------------------------------- | ----------------- | ------------------- | ----------------- |
| Staatsminister, Premierminister | Paul Eyschen      | 9. Januar 1910      | 3. März 1915      |
| Auswärtige Angelegenheiten      | Paul Eyschen      | 9. Januar 1910      | 3. März 1915      |
| Inneres                         | Pierre Braun      | 9. Januar 1910      | 3. März 1915      |
| Finanzen                        | Mathias Mongenast | 25. Oktober 1905    | 9. Januar 1910    |
| Öffentliche Arbeiten            | Charles de Waha   | 9. Januar 1910      | 3. März 1915      |

### Sechste Regierung Eyschen (3. März 1915 bis 12. Oktober 1915)
| Amt                                             | Name              | Beginn der Amtszeit | Ende der Amtszeit | Partei | Partei    |
| ----------------------------------------------- | ----------------- | ------------------- | ----------------- | ------ | --------- |
| Staatsminister, Präsident der Regierung (prov.) | Paul Eyschen      | 3. März 1915        | 12. Oktober 1915  |        | parteilos |
| Auswärtige Angelegenheiten                      | Paul Eyschen      | 3. März 1915        | 12. Oktober 1915  |        | parteilos |
| Inneres                                         | Ernest Leclère    | 3. März 1915        | 12. Oktober 1915  |        | SP        |
| Finanzen                                        | Mathias Mongenast | 3. März 1915        | 12. Oktober 1915  |        | parteilos |
| Justiz und öffentliche Arbeiten                 | Victor Thorn      | 3. März 1915        | 12. Oktober 1915  |        | LL        |